# Skinlab
A Skinlab egy nu metal/groove metal együttes San Franciscóból. 1994-ben alapította Steev Esquivel énekes (aki korábban a Defiance nevű thrash metal együttes énekese volt) és Mike Roberts gitáros. Első nagylemezük 1997-ben jelent meg.

## Tagok
- Steev Esquivel - ének, basszusgitár (1994-2011, 2016-)
- Steve Green - gitár, vokál (1998-2011, 2018-)
- Marcos Medina Rivera - gitár (2018-)
- Fabian Vastod - dob (2019-)

## Korábbi tagok
- Paul Hopkins - dob (1994-2011, 2016-2019)
- Mike Roberts - gitár (1994-1998, 2010, 2016-2018)
- Gary Wendt - gitár (1995-1997, 2016-2018)
- Scott Sargeant - gitár (1998-2003)
- Glen Telford - gitár, vokál (2003, 2006-2009, 2018-ban elhunyt)[2]
- Adam Albright - gitár (2007)
- Brian Jackson - gitár (2009)
- Julian Peach - gitár (2010-2011)
- Provo - gitár (2011)

## Diszkográfia
- Bound, Gagged and Blindfolded (1997)
- Disembody: The New Flesh (1999)
- ReVoltingRoom (2002)
- The Scars Between Us (2009)
- Venomous (2019)[3]

## Egyéb kiadványok
- Eyesore (EP, 1998)
- Nerve Damage (válogatáslemez, 1998)
- Skinned Alive (2008)

Demók
- Circle of Vengeance (1995)
- Suffer (1997)
- 1997 Demo